# KickassTorrents
KickassTorrents (аббревиатура KAT) — веб-сайт, поисковик .torrent-файлов и magnet-ссылок. Основан в 2008 году. По состоянию на июль 2016 года сайт занимал 68 место по посещаемости в мире согласно глобальному рейтингу Alexa. Один из серверов ресурса размещен в США.

## Блокировка и цензура
KickassTorrents уверяют, что сайт полностью соответствует DMCA, что даёт возможность удаления торрентов, которые нарушают авторские права, по требованию владельцев контента.
21 апреля 2011 года сайт переехал на новое доменное имя kat.ph после серии нападок со стороны Министерства юстиции США против Demonoid и Torrentz. Позже сайт несколько раз менял адрес, включая ка.tt, kickass.to и kickass.so.
28 февраля 2013 года интернет-провайдеры Великобритании под давлением Высокого суда Лондона заблокировали доступ к KickassTorrents и двум другим торрент-сайтам. Судья Ричард Арнольд постановил, что устройство сайта способствовало нарушению авторских прав. 14 июня 2013 доменное имя было изменено на kickass.to.
23 июня 2013 года сайт был исключен из поиска Google по просьбе Американской ассоциации кинокомпаний (MPAA). В конце августа 2013 года KAT был заблокирован провайдерами Бельгии. В январе 2014 года сайт начали блокировать несколько ирландских провайдеров. В феврале 2014 года социальная сеть Twitter начала блокировать ссылки на KAT, однако 28 февраля 2014 блокировка была прекращена.
В июне 2014 года KAT был заблокирован правительством Малайзии в соответствии с разделом 263 (2) за нарушение закона об авторском праве 1987 года.
В декабре 2014 года сайт переехал на сомалийский домен kickass.so.
9 февраля 2015 года kickass.so был «забанен» на Whois, в результате чего сайт стал недоступен, но в тот же день вернулся на свой бывший адрес kickass.to.
14 февраля 2015 года Steam-чат начал блокировать сообщения, которые содержали в себе адрес «kickass.to», хотя kickass.so и другие популярные торрент сайты не были заблокированы, а отзывы обозначались как «потенциально опасные».
24 апреля 2015 года сайт переехал на домен .cr, сменив свой адрес на kat.cr.
В июне 2016 года KAT добавил TOR-адрес для работы через защищенный протокол. Это давало возможность доступа к ресурсу через darknet.
В июле 2016 года Министерство юстиции США в очередной раз заблокировало доменные имена, которые обслуживали сайт. В этот раз было приостановлено делегирование семи имен. По приблизительным расчетам прибыль с ресурса составляла 16 млн $ ежегодно.

## Рейтинг
Сайт имел аудиторию в 50 млн активных пользователей, которые хотя бы раз в месяц пользовались сервисом. Рейтинг ресурса был очень высоким.
- июль 2015 — 80 место
- октябрь 2015 — 75 место
- июнь 2016 — 62 место
- июль 2016 — 68 место

## Владелец и его арест
Владельцем сайта является украинец Артем Ваулин из Харькова. Для прикрытия работы трекера Артем 2009 года создает компанию Cryptoneat. В её харьковском офисе работало около 20 разработчиков. Кроме прочего, компания разрабатывала и обычное программное обеспечение, в частности, программу для распознавания вин с этикеткой — Winee.
21 июля 2016 года в Варшаве польская полиция арестовывает господина Ваулина. Ему инкриминируют деятельность, приведшую к ущербу правообладателям на сумму 1 млрд $, а также отмывание денег. Артем может получить до 5 лет лишения свободы за нарушение авторских прав и до 20 — за отмывание денег. Подобные обвинения довольно серьезные, США сразу же направило в Польшу просьбу об экстрадиции Артема.
Защитники файлообменных сайтов (в частности торрентов) настаивают на том, что такие ресурсы не нарушают закона Digital Millennium Copyright. Это основной закон, который часто используется судами для обвинения в преступлениях по интеллектуальной собственности. Главным аргументом против этого закона является то, что торрент-сайты только обеспечивают совместное использование данных. А потому настоящие нарушители закона — это пользователи таких ресурсов, а не их владельцы. Технически весь распространяемый контент хранится не на серверах, а на компьютерах пользователей.